# Уилсон, Юджин Маклэнахан
Юджин Маклэнахан Уилсон (25 декабря 1833 — 10 апреля 1890) — юрист и член Демократической партии, политик, который служил в различных правовых и политических учреждениях в штате Миннесота, в том числе, как представитель США и как пятый и седьмой мэр Миннеаполиса.

## Биография

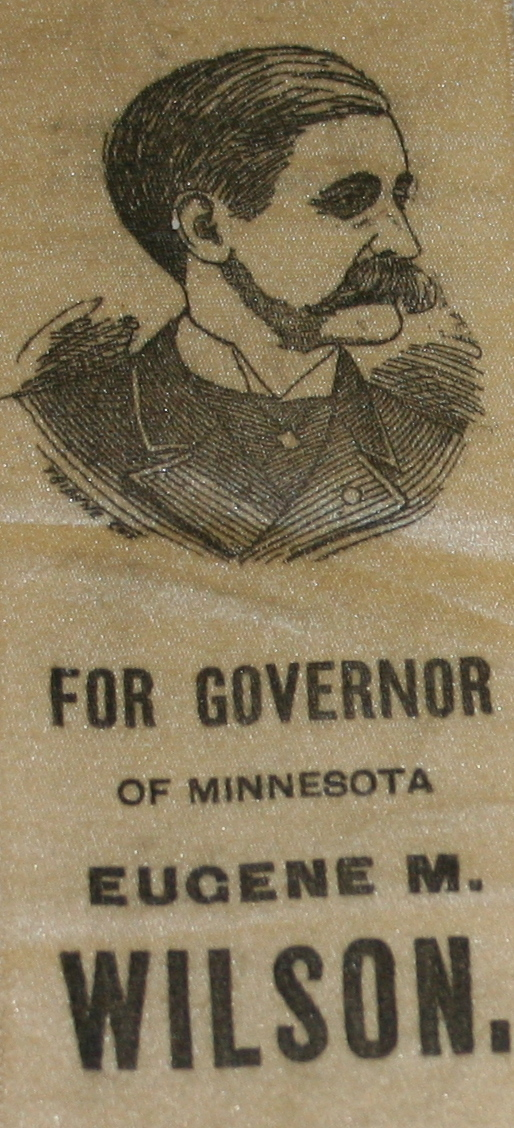
Нашивка Уилсона в кампании 1888 года

Уилсон родился в городе Моргантаун, Мононгалия, штат Вирджиния (ныне Западная Виргиния), 25 декабря 1833. Его отец Эдгар Кэмпбелл Уилсон был адвокатом и представителем США от штата Вирджиния (как и его дед, Томас Уилсон). По материнской линии он был правнуком Исаака Гриффина, также давнего представителя США от штата Пенсильвания. Он посещал школу в городе Моргантаун и окончил колледж Джефферсона в 1852 году. Он изучал право и был принят в коллегию адвокатов в 1855 году, вскоре после этого переехал в штат Миннесота.
Уилсон работал в Вайноне, штат Миннесота на протяжении нескольких лет в юристом с бывшим своим одноклассником Уильямом Б. Митчеллом. В 1857 году он был назначен прокурором Соединённых Штатов по округу Миннесота и переехал в Миннеаполис. Во время Гражданской войны Уилсон служил в армии Союза капитаном роты в 1-й Миннесотском добровольческом кавалерийском полку. Полк был связан с войной Дакоты 1862 года.
После войны Уилсон был избран на сорок первом съезде (1869—1871). Он не был кандидатом на повторное назначение в 1870 году. Он возобновил практику закона, и был избран мэром Миннеаполиса в 1872 и 1874. Он был неудачным кандидатом на выборах в 1874 году на сорок четвёртом Конгрессе. Он работал в качестве делегата на съезде Демократической партии США в 1876 году и был членом Сената штата Миннесота в 1878 и 1879. Был неудачным кандидатом на губернатора Миннесоты в 1888 году.
Уилсон оставался активным в социальных, а также политических делах штата Миннесота. Он был дважды президентом Миннеаполис клуба, в 1886 году и 1890.
Уилсон умер во время путешествия в Нассау, Нью-Провиденс острова, Британская Вест-Индия, куда ехал, чтобы восстановить здоровье, 10 апреля 1890. Он был похоронен на кладбище Лейквуда, Миннеаполис, Миннесота.

## Избирательная история
- Выборы Мэра Миннеаполиса, 1872
  - Юджин Маклэнахан Уилсон 2,208
  - Dorilus Моррисон 1,534
- Выборы Мэра Миннеаполиса, 1874
  - Юджин Маклэнахан Уилсон 2,533
  - Джордж А. Брэкетт 2,147
  - Джон Х. Томпсон 415